# Девять жизней (фильм, 2005)
«Девять жизней» (англ. Nine Lives) — американская драма 2005 года режиссёра Родриго Гарсиа. Премьера состоялась 24 января 2005 года на кинофестивале Сандэнс.

## Сюжет
Фильм объединил в себе истории девяти разных женщин, рассказывающих о проблемах родителей и детей, любви, изменах, разводах, болезни и смерти.

## В ролях
Девять женщин
- Эльпидия Каррильо — Сандра
- Робин Райт — Диана
- Лиза Гэй Хэмилтон — Холли
- Холли Хантер — Соня
- Аманда Сейфрид — Саманта
- Эми Бреннеман — Лорна
- Сисси Спейсек — Рут
- Кэти Бейкер — Камилла
- Гленн Клоуз — Мэгги

Второстепенные роли
- Кей Кэллан — Мариса
- Стивен Диллэйн — Мартин
- Дакота Фэннинг — Мария
- Уильям Фихтнер — Эндрю
- Джейсон Айзекс — Дэмиан
- Джо Мантенья — Ричард
- Иэн Макшейн — Ларри
- Молли Паркер — Лиза
- Мэри Кей Плейс — Альма Уайатт
- Сидни Тамиа Пуатье — Ванесса
- Эйдан Куинн — Генри

## Отзывы
Фильм получил преимущественно положительные отзывы кинокритиков. На сайте Rotten Tomatoes у фильма 75 % положительных рецензий на основе 84 рецензий. На Metacritic — 80 баллов из 100 на основе 25 рецензий.

## Награды и номинации
Награды
- 2005 — Национальный совет кинокритиков США — «Special Recognition»[8]
- 2005 — Кинофестиваль в Локарно — «Лучшая актриса (Bronze Leopard)» («Девять женщин»), «Don Quixote Award» (Родриго Гарсиа), «Golden Leopard» (Джули Линн, Родриго Гарсиа), «Youth Jury Award» (Родриго Гарсиа)
- 2006 — ALMA — «Outstanding Supporting Actress in a Motion Picture» (Эльпидия Каррильо)[9]

Номинации
- 2005 — Спутник — «Outstanding Actress in a Motion Picture, Drama» (Робин Райт), «Outstanding Screenplay, Original» (Родриго Гарсиа)
- 2006 — ALMA — «Outstanding Director of a Motion Picture» (Родриго Гарсиа)
- 2006 — Независимый дух — «Лучший режиссёр» (Родриго Гарсиа), «Лучший сценарий» (Родриго Гарсиа), «Лучшая актриса второго плана» (Робин Райт)